# Летби, Люси
Лю́си Ле́тби (англ. Lucy Letby; род. 4 января 1990, Херефорд, Западный Мидленд) — британская серийная убийца и бывшая медсестра. С 2015 по 2016 год она покушалась на убийство как минимум 13 младенцев, находившихся на её попечении, 7 попыток увенчались успехом. Своих жертв она колола шприцами, в которых был воздух, иногда травила инсулином или впрыскивала им в желудок через назальный гастроскоп воздух или избыточное количество молока.

## Обстоятельства дела
Высокая смертность в отделении госпиталя, где работала Летби, со временем вызвала подозрение у полиции. Было начато расследование, в результате которого Летби была арестована. Она отрицала свою вину. Её адвокаты попытались доказать невиновность Люси, обвинив её коллег в заговоре, однако впоследствии признали, у них не было шансов как-то оправдать подзащитную или смягчить её вину.
21 августа 2023 года она была признана виновной в убийствах и покушении на убийства и приговорена к 14 пожизненным срокам. Подсудимая отказалась находиться в зале суда во время оглашения приговора. Судья Джеймс Госс назначил ей пожизненное лишение свободы без права на освобождение. Летби — четвёртая женщина в истории Великобритании, приговорённая к пожизненному заключению без права на освобождение.
Хотя мотивация Летби остается неясной, обвинение в ходе судебного разбирательства выдвинуло несколько версий относительно того, почему она совершила убийства. К ним относятся: скука, «получение острых ощущений» от событий, связанных со смертью, а также то, что ей нравилось «играть в Бога». После вынесения приговора полиция заявила, что расследование в отношении Летби, вероятно, будет продолжено из-за предположения о причастности бывшей медсестры к 30 покушениям на убийства младенцев.